# Сен-но Рікю
Сен но Рікю (яп. 千利休, せんのりきゅう; 1522—1591) — японський культурний і політичний діяч 16 століття, періоду Сенґоку. Один із найвідоміших майстрів чайної церемонії в Японії. Засновник школи «простого чаю» вабітя, патріарх школи чаювання Сенке. Прізвисько — Йосіро, буддистське ім'я — Соекі.

## Короткі відомості
Сен но Рікю народився 1522 року в місті Сакаї провінції Ідзумі, у Центральній Японії. Його родина належала міських заможних купців, корені яких походили з Кореї чи Китаю. 
Сен но Рікю навчався чайній церемонії у сакайського купця Такено Дзьоо. Від нього він отримав секрети приготування «простого чаю» вабітя. Ставши самостійним майстром, Сен сформував нову школу чаювання, характерними рисами якої було дотримання естетичних принципів вабі та сабі. Він будував чайні у стилі старих сільських хатинок, активно використовував просту корейську кераміку та повсякденний посуд під час церемонії, сам виготовляв чашки і чайники. Сен розглядав пишноту як марноту, дотримуючись ідеалу простоти.
Сен но Рікю став популярною особою ще за життя. Він служив головою чайної церемонії у японських володарів Оди Нобунаґи та Тойотомі Хідейосі. Його називали найкращим японським митцем. Сен мав сотні учнів в середовищі тогочасної японської політичної та мистецької еліти, завдяки чому з другої половини 1580-х роках став втручатися у політичні процеси в країні. Майстер симпатизував християнам і був противником планів загарбання Кореї. 
Через ідеологічні розходження із Тойтомі Хідейосі, Сен но Рікю був змушений вчинити ритуальне самогубство за його наказом.

## Сім учнів
- Такаяма Укон — магнат із Сеццу, християнин.